# Ретіро (Чилі)
Ретіро (ісп. Retiro) — селище в Чилі. Адміністративний центр однойменної комуни. Населення — 3329 осіб (2002). Селище і комуна входять до складу провінції Лінарес і регіону Мауле.
Територія — 827 км². Чисельність населення — 19 974 мешканців (2017). Щільність населення — 24,2 чол./км².

## Розташування
Містечко розташоване за 70 км на південь від адміністративного центру області міста Талька та за 28 км на південний захід від адміністративного центру провінції міста Лінарес.
Комуна межує:
- на півночі — з комуною Сан-Хав'єр-де-Ланкомілья
- на сході — з комуною Лонгаві
- на півдні — з комуною Парраль
- на заході — з комуною Каукенес